# Sant Martí de Baussitges
Sant Martí de Baussitges és una església del municipi d'Espolla. Està situada al nord del nucli urbà de la població d'Espolla, a uns set quilòmetres de distància del municipi i en una zona completament deshabitada, a prop del mas de Can Joan Roig. Forma part de l'Inventari del Patrimoni Arquitectònic de Catalunya.
Baussitges era un ens local independent a la fi de l'Antic Règim, però va ser incorporat al municipi d'Espolla el 1846.

## Descripció

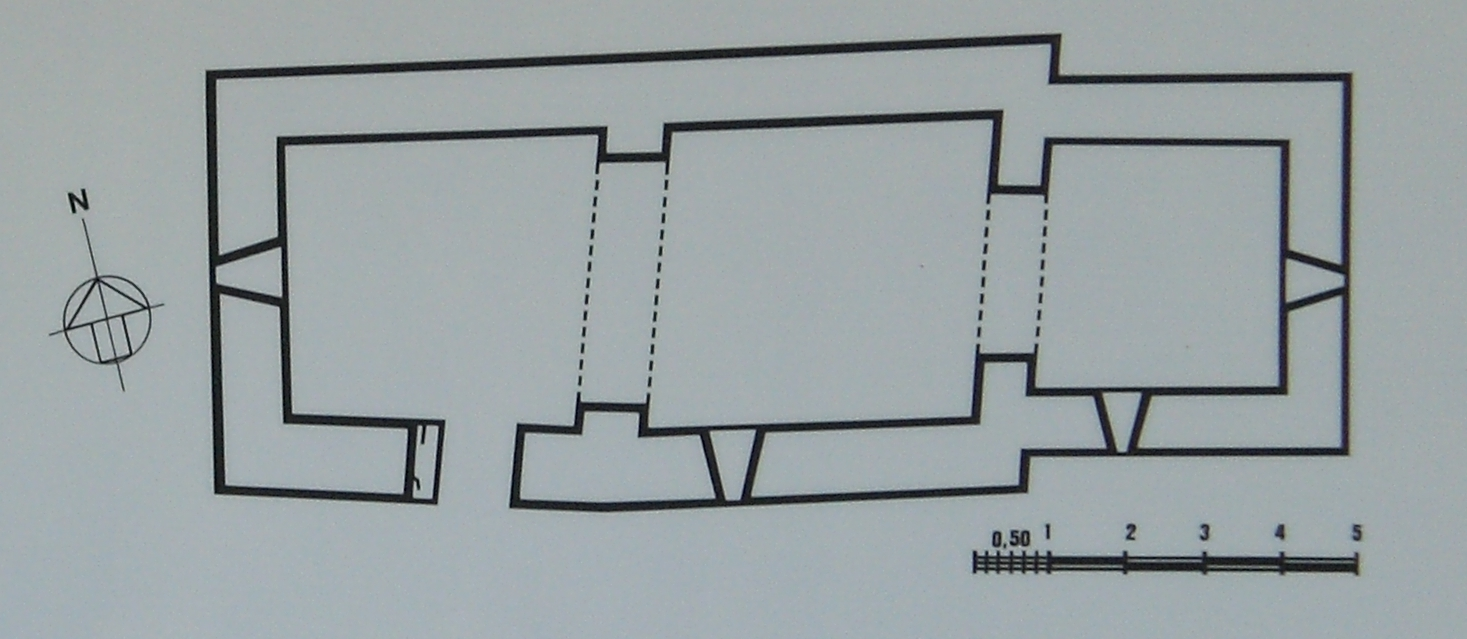
Planta de l'església, el dibuix prové del cartell informatiu de Geseart

Església d'una sola nau amb absis de planta lleugerament trapezoïdal capçat a llevant. La nau està coberta amb volta de canó i dividida en dues tramades pràcticament iguals per un arc toral de punt rodó, sostingut per pilastres adossades als murs laterals, amb les impostes destacades. L'absis també presenta volta de canó, tot i que més baixa que la nau principal i separada d'aquesta mitjançant un arc triomfal de mig punt, sostingut per pilastres de les mateixes característiques que les de l'arc toral. Ambdues arcades estan bastides amb lloses de pissarra disposades a sardinell.
L'única porta d'accés a l'interior del temple es troba a la part occidental del mur de migdia. Es tracta d'una obertura d'arc rebaixat, lleugerament ultrapassat, bastida amb lloses de pedra disposades a sardinell. Hi ha també quatre finestres petites i allargades que il·luminen l'interior. Són de punt rodó i d'un sol biaix, i estan situades al mur de ponent i de migdia de la nau i als costats est i sud de l'absis. Damunt del mur de ponent de l'edifici es dreça un campanar d'espadanya format per tres grans pilastres, d'època posterior a la construcció de la resta de l'edifici. La construcció és bastida amb pedra de mida mitjana simplement escantonada, lligada amb morter de calç. En determinades zones es pot percebre trams construïts amb la tècnica d'opus spicatum característica d'aquest període.

## Història
L'església parroquial de Sant Martí de Baussitges fou consagrada el 20 de desembre de l'any 946 pel bisbe Gotmar de Girona. En el mateix document s'indiquen els límits territorials de la parròquia i que l'església va ser edificada pel prevere Tredecindus o Teudesind. Així i tot, per les característiques constructives es pot classificar aquesta església com preromànica, tenint en compte que l'acte de consagració pt ser posterior a la construcció original. L'any 1218, el comte Hug d'Empúries cedeix al priorat de Santa Maria del Camp la tercera part del delme d'aquesta parròquia. El 1219, en una butlla del papa Honori III és confirmada com a domini de l'abadia de Sant Quirze de Colera. També apareix relacionada en les Rationes decimarum de l'any 1280. Segons la llista de parròquies del Llibre verd de la seu de Girona de l'any 1362, l'església de Sant Martí de Baussitges formava amb l'església propera de sant Miquel de Freixe una sola jurisdicció parroquial. Aquesta unió també es reflecteix als nomenclàtors diocesans del final del segle xiv.
En el Synodales Gerundenses de Romaguera de l'any 1691, aquesta nova parròquia queda anul·lada. Posteriorment, amb el despoblament del territori, l'església quedà sense culte i fou abandonada. Fins i tot es reutilitzà com a estables. L'any 1969 fou donada a conèixer com a església preromànica. Els anys 1990 i 1991 el Departament de Cultura i Comunicació, la Diputació de Girona i l'Ajuntament d'Espolla conjuntament amb el Grup d'Art de Figueres van endegar un projecte de consolidació de l'edifici i de restauració de la coberta.